# Југославија на Летњим олимпијским играма 1972.
Спортистима Југославије је ово били дванаесто учешће на Летњим олимпијским играма. Југославија је на Олимпијским играма 1972. у Минхену била заступљена са 128 учесника који су учествовали у 15 спортских дисциплина (атлетика, бициклизам, бокс, ватерполо, веслање, гимнастика, дизање тегова, једрење, кајак и кану, кошарка, пливање, рвање, рукомет, стрељаштво и џудо).
Спортисти из Југославије су на овим играма освојили још пет медаља, две златне, једну сребрну и две бронзе. Златне медаље су освојене у боксу (Мате Парлов) и рукомету (Рукометна репрезентација Југославије).

### Освојене медаље на ЛОИ
| Освојене медаље југословенских спортиста на ЛОИ 1972. |         |       |        |        |        |
| Спортиста                                             | Спорт   | Злато | Сребро | Бронза | Укупно |
| Мате Парлов                                           | Бокс    | 1     | 0      | 0      | 1      |
| Рукометна репрезентација                              | Рукомет | 1     | 0      | 0      | 1      |
| Јосип Чорак                                           | Рвање   | 0     | 1      | 0      | 1      |
| Звонимир Вујин                                        | Бокс    | 0     | 0      | 1      | 1      |
| Милован Ненадић                                       | Рвање   | 0     | 0      | 1      | 1      |
| Укупно                                                | 3       | 2     | 1      | 2      | 5      |

## Бокс
Спортиста — 3
На овој олимпијади Југославија је имала три представника у боксу и освојила је две медаље, златну, од стране Мате Парлова. и бронзану од стране Звонка Вујина.
Парлов је учествовао у категорији до 80 kg и у конкуренцији од 28 такмичара освојио је злато. Звонко Вујин се такмичио у полувелтер категорији, до 63,5 kg, у конкуренцији 32 такмичара поделио је треће место са Дабореом из Нигера пошто није било борбе за треће место него су полуфиналисти аутоматски добијали бронзу. Трећи југословенски представник је био Светомир Белић који се такмичио у полусредњој категорији, до 71 kg,. Белић је био елиминисан у другом кругу квалификација.
| Такмичар       | Категорија | Шеснаестина финала                 | Осмина финала                       | Четвртфинале                               | Полуфинале                                    | Финале                     | Место  |
| Такмичар       | Категорија | Противник Резултат                 | Противник Резултат                  | Противник Резултат                         | Противник Резултат                            | Противник Резултат         | Место  |
| -------------- | ---------- | ---------------------------------- | ----------------------------------- | ------------------------------------------ | --------------------------------------------- | -------------------------- | ------ |
| Мате Парлов    | До 80      | Чад · Нуредин · тко (2:0);         | Мађарска · Тот · тко (2:0);         | Аргентина · Куељо · бб (2:0);              | Пољска · Гортат · поб (2:0);                  | Куба · Кариљо · тко (2:0); |        |
| Звонко Вујин   | До 63,5    | Танзанија · Мвакосија · тко (2:0); | Монако · Гомба · Поб. (2:0);        | Уједињено Краљевство · Мотон · Поб. (2:0); | Сједињене Америчке Државе · Силс · Пор. (0:2) | Елиминисан                 |        |
| Светомир Белић | До 71      | Сенегал · Думар Фал · Поб. (4:1);  | Холандија · Ричардсон · Пор. (2:3); | Завршио такмичење                          | Завршио такмичење                             | Завршио такмичење          | 17-31. |

## Рукомет
Спортиста — 16
За олимпијски турнир се пријавила укупно 16 репрезентација које су биле подељене у четири групе од п четири тима. Југославија је била у групи Д. По две првопласиране екипе су се квалификовале за даље такмичење и борбе за медаље. Победник турнира и олимпијски шампион по први пут је постала репрезентација Југославије, друга је била репрезентација Чехословачке а на треће место се пласирала репрезентација Румуније.

### Прва фаза - Група Д
| Поз. | Репрезентација   | У | П | Н | И | Г+ | Г- | Бод |  | Социјалистичка Федеративна Република Југославија | Мађарска | Јапан | Сједињене Америчке Државе |
| ---- | ---------------- | - | - | - | - | -- | -- | --- |  | ------------------------------------------------ | -------- | ----- | ------------------------- |
| 1.   | Југославија      | 3 | 3 | 0 | 0 | 63 | 45 | 6   |  | X                                                | 18:16    | 20:14 | 25:15                     |
| 2.   | Мађарска         | 3 | 2 | 0 | 1 | 64 | 45 | 4   |  | 16:18                                            | X        | 20:12 | 28:15                     |
| 3.   | Јапан            | 3 | 1 | 0 | 2 | 46 | 56 | 2   |  | 14:20                                            | 12:20    | X     | 20:16                     |
| 4.   | Сједињене Државе | 3 | 0 | 0 | 3 | 46 | 73 | 0   |  | 15:25                                            | 15:28    | 16:20 | X                         |

### Друга фаза - Група II
Победа Румуније над Немачком и Југославије над Мађарском у претходној рунди је пренесена и урачуната у укупан скор ове фазе.
| Поз. | Репрезентација  | У | П | Н | И | Г+ | Г- | Бод |  | Социјалистичка Федеративна Република Југославија | Румунија | Западна Немачка | Мађарска |
| ---- | --------------- | - | - | - | - | -- | -- | --- |  | ------------------------------------------------ | -------- | --------------- | -------- |
| 1.   | Југославија     | 3 | 3 | 0 | 0 | 56 | 44 | 6   |  | X                                                | 14:13    | 24:15           | 18:16    |
| 2.   | Румунија        | 3 | 2 | 0 | 1 | 46 | 39 | 4   |  | 13:14                                            | X        | 13:11           | 20:14    |
| 3.   | Западна Немачка | 3 | 1 | 0 | 2 | 43 | 51 | 2   |  | 15:24                                            | 11:13    | X               | 17:14    |
| 4.   | Мађарска        | 3 | 0 | 0 | 3 | 44 | 55 | 0   |  | 16:18                                            | 14:20    | 14:17           | X        |

### Финале и табела
| Југославија | 21:16 (12:5) | Чехословачка |

Табела
| Екипа        | У | П | Н | И | Г+  | Г- | ГР  |
| ------------ | - | - | - | - | --- | -- | --- |
| Југославија  | 6 | 6 | 0 | 0 | 122 | 79 | +43 |
| Чехословачка | 6 | 3 | 1 | 2 | 102 | 85 | +17 |
| Румунија     | 6 | 5 | 0 | 1 | 98  | 84 | +14 |

## Рвање
Спортиста — 10

### Рвање, грчко-римски стил
- Формат: Бодовање се вршило сабирањем негативних поена, са сваким негативним бодом укупни бодовни салдо се смањивао. Акумулација од 6 негативних бодова је аутоматски елиминисала рвача.

| Такмичар          | Кат.   | Први круг                                         | Други круг                        | Трећи круг                     | Четврти круг                           | Пети круг                         | Шести круг                      | Седми круг                               | Финални круг                            | Место |
| Такмичар          | Кат.   | Противник Резултат                                | Противник Резултат                | Противник Резултат             | Противник Резултат                     | Противник Резултат                | Противник Резултат              | Противник Резултат                       | Противник Резултат                      | Место |
| ----------------- | ------ | ------------------------------------------------- | --------------------------------- | ------------------------------ | -------------------------------------- | --------------------------------- | ------------------------------- | ---------------------------------------- | --------------------------------------- | ----- |
| Јосип Чорак       | До 90  | Слободан                                          | Слободан                          | Слободан                       | Холандија · Копс · б. б. (0:4)         | Источна Немачка · Мец · Изг (1:3) | Пољска · Квицински · Нер. (3:3) | Румунија · Негуц · Поб. (0:4)            | Совјетски Савез · Резанцев · Пор. (3:1) |       |
| Милан Ненадић     | До 82  | Француска · Бушоле · Поб. (0:4)                   | Швајцарска · Маринети · Туш (0:4) | Јапан · Сато · Поб. (0:4)      | Источна Немачка · Хартман · Поб. (1:3) | Чешка · Јанота · Поб. (1:3)       | Мађарска · Хегедиш · Поб. (4:5) | Совјетски Савез · Назаренко · Нер. (4:0) | није се пласирао                        |       |
| Бошко Маринко     | До 52  | Перу · Лиден · Поб. (0)                           | Мађарска · Дончец · Изг. (4)      | Румунија · Стојку · Поб. (0)   | Јапан · Хирајама · Изг. (4) ел.        | Завршио такмичење                 | Завршио такмичење               | Завршио такмичење                        | Завршио такмичење                       | 9.    |
| Карло Човић       | До 57  | Бугарска · Трајков · Изг. (3)                     | Авганистан · Мир · Поб. (0)       | Румунија · Баћу · Изг. (3) ел. | Завршио такмичење                      | Завршио такмичење                 | Завршио такмичење               | Завршио такмичење                        | Завршио такмичење                       | 13.   |
| Славко Колетић    | До 62  | Сједињене Америчке Државе · Хејзвинкел · Поб. (0) | Француска · Тулот · Поб. (0)      | Румунија · Паун · Изг. (3)     | Пољска · Липјен · Изг. (3,5) ел.       | Завршио такмичење                 | Завршио такмичење               | Завршио такмичење                        | Завршио такмичење                       | 9.    |
| Сретен Дамјановић | До 68  | Западна Немачка · Шендорфер · Изг. (2,5)          | Мађарска · Штер · Нер. (1)        | Мароко · Бахаму · Изг. (0)     | Јапан · Таное · Изг. (4) ел.           | Завршио такмичење                 | Завршио такмичење               | Завршио такмичење                        | Завршио такмичење                       | 9.    |
| Момир Кецман      | До 74  | Сједињене Америчке Државе · Нист · Поб. (1)       | Румунија · Влад · Поб. (1)        | Јапан · Дате · Поб. (0)        | Западна Немачка · Шретер · Нер. (2,5)  | Шведска · Карлсон · Изг. (3) ел.  | Завршио такмичење               | Завршио такмичење                        | Завршио такмичење                       | 5.    |
| Иштван Семереди   | До 130 | Перу · Зембрано · Поб. (0)                        | Јапан · Тсурута · Поб. (0)        | Мађарска · Чатари · Изг. (4)   | Бугарска · Томов · Изг. (4) ел.        | Завршио такмичење                 | Завршио такмичење               | Завршио такмичење                        | Завршио такмичење                       | 4-5.' |

### Рвање, слободни стил
- Формат: Бодовање се вршило сабирањем негативних поена, са сваким негативним бодом укупни бодовни салдо се смањивао. Акумулација од 6 негативних бодова је аутоматски елиминисала рвача. Када се са системом елиминације стигло до три или мање такмичара они су се квалификовали за финални круг са тим што су преносили своје резултате, бодове, из претходне рунде.

На рвачком такмичењу у слободном стилу су учествовала 2 југословенска рвача. 
| Такмичар     | Категорија | Први круг                                    | Други круг                | Трећи круг         | Четврти круг                       | Пети круг          | Финални круг       | Место |
| Такмичар     | Категорија | Противник Резултат                           | Противник Резултат        | Противник Резултат | Противник Резултат                 | Противник Резултат | Противник Резултат | Место |
| ------------ | ---------- | -------------------------------------------- | ------------------------- | ------------------ | ---------------------------------- | ------------------ | ------------------ | ----- |
| Ристо Дарлев | До 57      | Авганистан · Сидир · Изг. (4)                | Мексико · Алах · Поб. (1) | Слободан           | Источна Немачка · Мајер · Изг. (4) | Завршио такмичење  | Завршио такмичење  | 12.   |
| Сафер Сали   | До 68      | Сједињене Америчке Државе · Гејбл · Изг. (4) | Канада · Улет · Изг. (3)  | Завршио такмичење  | Завршио такмичење                  | Завршио такмичење  | Завршио такмичење  | 23.   |

## Кошарка
Спортиста — 12
На кошаркашком олимпијском турниру је учествовало 16 репрезентација. Главни фаворит за освајање првог места је била репрезентација Сједињених Држава са 54 узастопне победе са претходних олимпијских турнира. Највећи супарник и претендент за златну олимпијску медаљу је била репрезентација Совјетског Савеза која је после велике борбе у финалу и коша у задњој секунди сусрета, који је постигао Александар Белов, и освојила златну медаљу. 
Ове игре и кошаркашки турнир, за Југославију, је обележио и преседан да спортиста у знак протеста напусти турнир. Један од чланова репрезентације, Љубодраг Симоновић, је у знак протеста и неслагања око контроверзне утакмице у квалификационој рунди Југославије против Порторика, где је и доказано да су неки порторикански кошаркаши се користили недозвољеним допингом, и коначне одлуке комитета да се резултат утакмице не промени, то јест да остане победа Порторика, напустио олимпијско село и вратио се кући. Симоновић, један од најпопуларнијих и најбољих кошаркаша Југославије тог времена, је касније издао и неколико књига. Међу познатијим широј публици је и књига „Олимпијска подвала“, где говори о овим догађајима.
Репрезентација Југославије је играла у следећем саставу
Рато Тврдић, Љубодраг Симоновић, Винко Јеловац, Жарко Кнежевић, Мирољуб Дамјановић, Драган Капичић, Благоја Георгијевски, Крешимир Ћосић, Дамир Шолман, Никола Плећаш, Драгутин Чермак и Милун Маровић.
Квалификациона рунда
Репрезентација Југославије је играла у групи Б, где је заузела треће место
| Team            | У: | П: | И: | К+: | К-: | Бод: |        | Совјетски Савез | Италија | Социјалистичка Федеративна Република Југославија | Порторико | Западна Немачка | Пољска | Филипини | Сенегал |
| Совјетски Савез | 7  | 7  | 0  | 639 | 479 | 14   | Х      | 79-66           | 74-67   | 100-87                                           | 87-63     | 94-64           | 111-80 | 94-52    |         |
| Италија         | 7  | 5  | 2  | 547 | 471 | 12   | 66-79  | Х               | 78-85   | 71-54                                            | 68-57     | 71-59           | 101-81 | 92-56    |         |
| Југославија     | 7  | 5  | 2  | 582 | 484 | 12   | 67-74  | 85-78           | Х       | 74-79                                            | 81-56     | 85-64           | 117-76 | 73-57    |         |
| Порторико       | 7  | 5  | 2  | 570 | 531 | 12   | 87-100 | 54-71           | 79-74   | Х                                                | 81-74     | 85-83           | 92-72  | 92-57    |         |
| Западна Немачка | 7  | 3  | 4  | 482 | 518 | 10   | 63-87  | 57-68           | 56-81   | 74-81                                            | Х         | 67-65           | 93-74  | 72-62    |         |
| Пољска          | 7  | 2  | 5  | 520 | 536 | 9    | 64-94  | 59-71           | 64-85   | 83-85                                            | 65-67     | Х               | 90-75  | 95-79    |         |
| Филипини        | 7  | 1  | 6  | 526 | 666 | 8    | 80-111 | 81-101          | 76-117  | 72-92                                            | 74-93     | 75-90           | Х      | 68-62    |         |
| Сенегал         | 7  | 0  | 7  | 405 | 586 | 7    | 52-94  | 56-92           | 57-73   | 57-92                                            | 62-72     | 59-95           | 62-68  | Х        |         |

Полуфинална рундаУтакмице од 5 до 8 места
| Југославија | 66:63 | Чехословачка |

Финална рундаУтакмица за 5 и 6 место
У поновном сусрету Југославија је победила Порторико и у коначном пласману заузела пето место.
| Југославија | 86:70 | Порторико |

 |-

## Ватерполо
Спортиста — 11
Репрезентација Југославије је играла у следећем саставу
Карло Стипанић, Ратко Рудић, Озрен Боначић, Урош Маровић, Роналд Лопатни, Зоран Јанковић, Синиша Беламарић, Душан Антуновић, Ђорђе Перишић, Мирко Сандић и Милош Марковић.
Прелиминарна фаза
Репрезентација Југославије је играла у групи А, где је у конкуренцији од укупно шест тимова заузело друго место.
|             | 27. август |        | 1.  | 2.  | 3.  | 4.  |
| ----------- | ---------- | ------ | --- | --- | --- | --- |
| Југославија | 12-4       | Канада | 3-1 | 4-1 | 3-1 | 2-1 |

|          | 28. август |             | 1.  | 2.  | 3.  | 4.  |
| -------- | ---------- | ----------- | --- | --- | --- | --- |
| Румунија | 7-8        | Југославија | 3-2 | 2-1 | 2-2 | 0-3 |

|         | 29. август |             | 1.  | 2.  | 3.  | 4.  |
| ------- | ---------- | ----------- | --- | --- | --- | --- |
| Мексико | 3-5        | Југославија | 0-1 | 1-1 | 1-3 | 1-0 |

|             | 30. август |      | 1.  | 2.  | 3.  | 4.  |
| ----------- | ---------- | ---- | --- | --- | --- | --- |
| Југославија | 7-5        | Куба | 0-2 | 3-1 | 2-1 | 2-1 |

|             | 31. август |                  | 1.  | 2.  | 3.  | 4.  |
| ----------- | ---------- | ---------------- | --- | --- | --- | --- |
| Југославија | 3-5        | Сједињене Државе | 0-1 | 1-1 | 1-2 | 1-1 |

| Екипа            | Ута | П | Н | И | Г+ | Г- |
| ---------------- | --- | - | - | - | -- | -- |
| Сједињене Државе | 5   | 5 | 0 | 0 | 31 | 18 |
| Југославија      | 5   | 4 | 0 | 1 | 35 | 24 |
| Куба             | 5   | 3 | 0 | 2 | 28 | 23 |
| Румунија         | 5   | 2 | 0 | 3 | 38 | 26 |
| Мексико          | 5   | 1 | 0 | 4 | 25 | 30 |
| Канада           | 5   | 0 | 0 | 5 | 14 | 50 |

Група I (Утакмице за медаље 1 – 6)
Освајањем другог места у групи Југославија се квалификовала у финалну фазу у групу која се борила за медаље. Са скором од две изгубљене утакмице, једном нерешеном и само једном победом, и још изгубљеном утакмицом у прелиминарној фази од репрезентације САД, Југославија је на финалној табели заузела пето место.
|             | 1. септембар |                 | 1.  | 2.  | 3.  | 4.  |
| ----------- | ------------ | --------------- | --- | --- | --- | --- |
| Југославија | 4-5          | Совјетски Савез | 1-2 | 0-2 | 2-0 | 1-1 |

|             | 2. септембар |         | 1.  | 2.  | 3.  | 4.  |
| ----------- | ------------ | ------- | --- | --- | --- | --- |
| Југославија | 6-6          | Италија | 2-2 | 2-1 | 1-1 | 1-2 |

|             | 3. септембар |          | 1.  | 2.  | 3.  | 4.  |
| ----------- | ------------ | -------- | --- | --- | --- | --- |
| Југославија | 2-4          | Мађарска | 0-1 | 1-1 | 0-1 | 1-1 |

|             | 4. септембар |                 | 1.  | 2.  | 3.  | 4.  |
| ----------- | ------------ | --------------- | --- | --- | --- | --- |
| Југославија | 5-4          | Западна Немачка | 3-0 | 0-1 | 1-1 | 1-2 |

| Поз. | Екипа            | Ута | П | Н | И | Г+ | Г- |
| ---- | ---------------- | --- | - | - | - | -- | -- |
| 1    | Совјетски Савез  | 5   | 3 | 2 | 0 | 22 | 16 |
| 2    | Мађарска         | 5   | 3 | 2 | 0 | 23 | 18 |
| 3    | Сједињене Државе | 5   | 2 | 1 | 2 | 24 | 23 |
| 4    | Западна Немачка  | 5   | 0 | 3 | 2 | 13 | 18 |
| 5    | Југославија      | 5   | 1 | 2 | 2 | 20 | 24 |
| 6    | Италија          | 5   | 0 | 2 | 3 | 21 | 26 |

## Атлетика
Спортиста — 16 (10 m. и 6 ж.)
400 , мушкарци (64 такмичара из 49 земаља)
- Јосип Алебић - 47,01 m (квалификације)

800 , мушкарци (61 такмичар из 46 земаља)
- Јоже Међумурец - 1:49,0 m (квалификације)

1.500 , мушкарци (66 такмичара из 46 земаља)
- Јоже Међумурец - 3:52,1 m (квалификације)

10.000 , мушкарци (50 такмичара из 34 земаља)
- 7. Данијел Корица - 28:15,2

4 x 400 m, мушкарци (21 штафета из 21 земље)
- Југославија, екипно - 3:05,7 мин. (квалификације)

(Миро Коцуван, Ласло Убори, Јосип Алебић, Милорад Чикић)
Троскок, мушкарци (36 такмичара из 28 земаља)
- Милан Спасојевић - 15,69 m (квалификације)

Бацање кугле, мушкарци (29 такмичара из 19 земаља)
- Иван Иванчић - 18,95 m (квалификације)

Бацање диска, мушкарци (29 такмичара из 19 земаља)
- Здравко Печар - 57,84 m (квалификације)

Бацање кладива, мушкарци (наступио 31 такмичар из 18 земаља)
- 14. Срећко Штиглић - 68,34

800 , жене (38 такмичарки из 26 земаља)
- 5. Вера Николић - 1:59,98 мин.

1.500 , жене (36 такмичарки из 21 земље)
- Вера Николић - 4:23,4 мин. (квалификације)

Скок у вис, жене (40 такмичарки из 22 земље)
- 20. Снежана Хрепевник - 1,76
- Бреда Бабошек - 1,73 m (квалификације)

Скок у даљ, жене (33 такмичарке из 19 земаља)
- Радојка Францоти - 6,02 m (квалификације )

Бацање копља, жене (19 такмичарки из 10 земаља)
- 5. Наташа Урбанчић - 59,06

Петобој, жене (28 такмичарки из 18 земаља)
- 11. Ђурђа Фочић - 4.332 б

## Бициклизам
Спортиста — 5
Друмска трка појединачно, мушкарци, 182,4 km (163 такмичара из 48 земаља)
- 43. Радош Чубрић - 4:16:73,0
- 51. Јоже Валенчић - 4:16:73,0
- Еуген Плешко- није завршио трку
- Јанез Закотник - није завршио трку

Друмска трка екипно, мушкарци, 100 km (35 екипа из 35 земаља)
- 21. Југославија, екипно - 2:18:28,0

(Цвитко Билић, Радош Чубрић, Јоже Валенчић, Јанез Закотник)

## Дизање тегова
Спортиста — 2
Лака категорија 67,5 kg (22 такмичара из 20 земаља)
- 13. Леополд Херенчић - 400,0

Полутешка категорија 82,5 kg (24 такмичара из 21 земље)
- 16. Јоже Уранкар - 425,0

## Гимнастика
Спортиста — 12 (6 m. и 6 ж.)
Вишебој екипно, мушкарци (16 екипа из 16 земаља)
- 12. Југославија - 530.10

(Јанез Бродник, Ивица Хмјеловац, Зоран Ивановић, Миленко Керснић, Драго Шоштарић и Милош Вратич)
Вишебој појединачно, мушкарци (113 такмичара из 26 земаља)
- 32. Јанез Бродник - 108.850

Вишебој екипно, жене (19 екипа из 19 земаља)
- 17. Југославија - 339.55

(Наташа Шљепица-Бајин, Славица Кундачина, Марија Тежак, Невенка Пушкаревић, Ерна Хавелка и Олга Бумбић)
Вишебој појединачно, жене (118 такмичарки из 23 земље)
- 67. Наташа Шљепица-Бајин - 69.85
- 94. Славица Кундачина - 67.65
- 95. Марија Тежак - 67.35
- 102. Невенка Пушкаревић - 67.00
- 103. Ерна Хавелка - 66.96
- 108. Олга Бумбић - 66.20

## Једрење
Спортиста — 3
Фин, мушкарци (35 такмичара из 35 земаља)
- 21. Мински Фабрис 146,0

Летећи Холанђанин, мушкарци (29 посада из 29 земаља)
- 5. Југославија - 63,7

(Антун Грего, Симо Николић)

## Кајак и кану
Спортиста — 13
Кајак двосед, мушкарци, 1.000 m (25 посада из 25 земаља)
- Југославија - 3:46,05 (репасаж)

(Иван Охмут, Милош Краљ)
Кајак четворосед, мушкарци, 1.000 m (20 посада из 20 земаља)
- Југославија - 3:11,21 (полуфинале)

(Златомир Шувачки, Иван Охмут, Милош Краљ и Душан Филиповић)
Кајак једносед, слалом, мушкарци (37 такмичара из 15 земаља)
- 9. Миле Спасовски - 306,71
- 25. Дубравко Матаковић - 351,06
- 29. Златан Ибрахимбеговић - 390,07

Кану једноклек, слалом, мушкарци (22 такмичара из 9 земаља)
- 14. Тоне Хочевар - 445,40
- 17. Дамјан Преловшек - 483,85

Кајак двоклек, слалом, мушкарци (20 посада из 9 земаља)
- 6. Југославија - 368,01

(Јанез Андријашић, Петер Гузељ)
- 19. Југославија - 558,55

(Душан Тума, Франц Житник)

## Пливање
Спортиста — 6 (5 m. и 1 ж.)
100  слободно, мушкарци (48 такмичара из 30 земаља)
- Сандро Рудан - 56,91 (квалификације)

200  слободно, мушкарци (46 такмичара из 31 земље)
- Сандро Рудан - 2:05,88 (квалификације)

100  леђно, мушкарци (39 такмичара из 27 земаља)
- Ненад Милош - 1:00,70 (полуфинале)
- Предраг Милош - 1:03,02 (квалификације)

200  леђно, мушкарци (36 такмичара из 25 земаља)
- Ненад Милош - 2:12,99 (квалификације)
- Предраг Милош - 2:18,43 (квалификације)

100  делфин (39 такмичара из 26 земаља)
- Александар Павличевић - 1:00,29 (квалификације)

100  леђно, жене (37 такмичарки из 21 земље)
- Зденка Гашпарац - 1:09,72 (квалификације)

200  леђно, жене (37 такмичарки из 20 земаља)
- Зденка Гашпарац - 2:33,57 (квалификације)

## Стрељаштво
Спортиста — 2
Пиштољ слободног избора, мушкарци (59 такмичара из 37 земаља)
- 33. Петар Бајић - 541

MK пушка лежећи, мушкарци (101 такмичар из 59 земаља)
- 30. Здравко Милутиновић - 593

MK пушка тростав, мушкарци (69 такмичара из 41 земље)
- 10. Здравко Милутиновић - 1.144

## Веслање
Спортиста — 15
Двојац без кормилара, мушкарци (20 посада из 20 земаља)
- 11. Југославија - 7:43,20

(Душко Мрдуљаш, Никола Мардешић)
Четверац без кормилара, мушкарци (20 посада из 20 земаља)
- Југославија - 7:18,18 (репасаж)

(Марко Мандич, Јоже Берц, Јуре Поточник, Милош Јанша)
Осмерац, мушкарци (15 посада из 15 земаља)
- Југославија - 6:25,94 (репасаж)

(Јосип Деспот, Здравко Грацин, Младен Нинић, Романо Бајло, Здравко Хуљев, Стево Мацура, Јанез Грбеља, Јосип Бајло, Јадран Радовчић)

## Џудо
Спортиста — 3
Мушкарци, 63 kg (29 такмичара из 29 земаља)
- Станко Тополчник - елиминисан у другом кругу квалификација

Мушкарци, 80 kg (35 такмичара из 35 земаља)
- Славко Обадов - елиминисан у четвртом кругу квалификација

Мушкарци, 93 kg (30 такмичара из 30 земаља)
- Павле Бајчетић - елиминисан у трећем кругу квалификација